# Pietre funerare la cimitirul ortodox urban din Orhei
Pietre funerare la cimitirul ortodox urban este un monument amplasat în Orhei, Republica Moldova. Este un monument de artă de importanță națională inclus în Registrul monumentelor Republicii Moldova ocrotite de stat cu nr. 990 (raionul Orhei). Datează din sec. XIX – înc. sec. XX.